# Ella Purnell
Pour les articles homonymes, voir Purnell.
Ella Purnell, née le 17 septembre 1996 à Londres, en Angleterre, est une actrice britannique.
Après des débuts remarqués dans les drames Auprès de moi toujours (2010), Ways to Live Forever (2010) et Intruders (2011), elle se fait connaître par les blockbusters Kick-Ass 2 (2013) et Maléfique (2014), avant d'être plébiscitée par la critique pour son interprétation dans le thriller dramatique WildLike (2014).
En 2016, elle rejoint la distribution principale du film fantastique Miss Peregrine et les Enfants particuliers et joue ensuite dans le film biographique Churchill (2017). Côté télévision, elle occupe le premier rôle de la série télévisée dramatique Sweetbitter (2018-2019) produite par Brad Pitt et assure la voix de Jinx, antagoniste principale de la série animée Arcane. Elle incarne ensuite l'un des personnages principaux, Lucy MacLean, dans la série Fallout (2024).

## Biographie

### Jeunesse et formations
Ella Summer Purnell naît le 17 septembre 1996 à Londres, en Angleterre. Elle est élève à la City of London School for Girls.
Elle étudie dans les écoles Forest School (en) et Sylvia Young Theatre School. Pendant ses études de théâtre, de chant et de danse, elle obtient un rôle dans la comédie musicale Oliver! à l'âge de onze ans.

### Carrière

#### Débuts remarqués

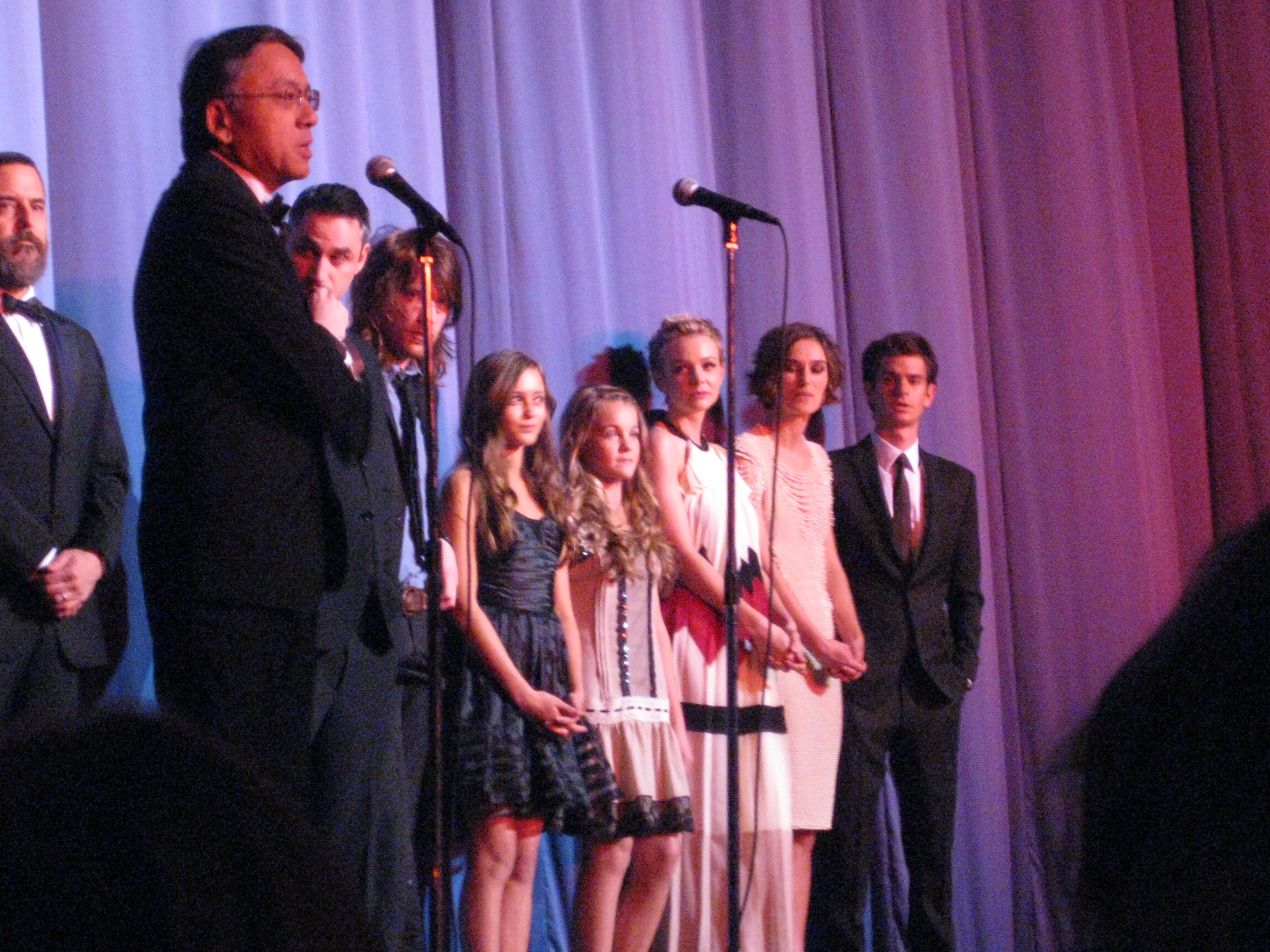
Ella Purnell en 2010 (en robe noire).

Ella Purnell commence au cinéma avec le film Auprès de moi toujours de Mark Romanek, sorti en 2010. Un long métrage basé sur le livre acclamé de Kazuo Ishiguro, dans lequel elle incarne la version jeune du personnage joué par Keira Knightley. Ce drame de science-fiction séduit la critique qui le cite et récompense à de nombreuses reprises. La même année, elle est à l'affiche du film dramatique britannico-espagnol Ways to Live Forever, une autre adaptation grand écran d'un roman certes plus confidentiel, mais le film reçoit un accueil critique globalement positif.
En 2011, elle incarne la fille de Clive Owen, personnage central du thriller Intruders. Elle est ensuite désignée par l'organisation Screen International comme l'une des dix stars britanniques de demain.
Elle joue par la suite dans des projets d'envergure, dont Kick-Ass 2 de Jeff Wadlow, en 2013, secondant Chloë Grace Moretz, ainsi que Maléfique de Robert Stromberg, en 2014, interprétant la version jeune du personnage d'Angelina Jolie. Le blockbuster fantastique lui permet de se faire connaître et la même année, elle confirme son statut de valeur montante avec le long métrage dramatique indépendant Wildlike (en) dans lequel elle incarne le premier rôle face à Brian Geraghty, Joshua Leonard et Diane Farr,.
Après un passage, à la télévision, pour le téléfilm dramatique remarqué Cyberbully dans lequel elle seconde une autre révélation, Maisie Williams, ainsi qu'un rôle mineur dans une énième adaptation sur grand écran du personnage emblématique Tarzan, elle occupe des premiers rôles.

#### Révélation

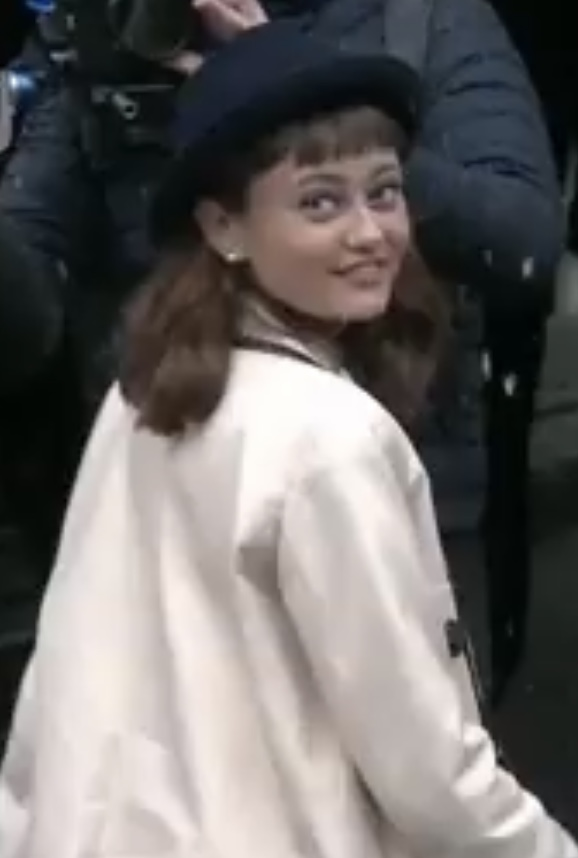
Ella Purnell en 2019.

En 2016, Ella Purnell incarne Emma Bloom dans le film fantastique Miss Peregrine et les Enfants particuliers de Tim Burton, aux côtés d'Eva Green et Asa Butterfield. Cette production divise la critique, mais rencontre le succès au box-office. Dans le même temps, elle joue dans le film indépendant The Journey is the Destination aux côtés de Kelly Macdonald, Maria Bello et Ben Schnetzer.
En 2017, elle continue d'alterner production importante et indépendante en incarnant Helen Garrett, secrétaire de Winston Churchill dans le film éponyme face à Brian Cox et Miranda Richardson et en s'essayant à la comédie dramatique pour Access All Areas, dont elle est la vedette avec Georgie Henley et Jason Flemyng.
En 2018, elle est la vedette de la série télévisée Sweetbitter, notamment produite par Brad Pitt pour la chaîne Starz,. La série est une adaptation du roman du même titre écrit par la créatrice et basé sur l'expérience de cette dernière dans la restauration. Elle trouve son public et est renouvelée pour une seconde saison. Elle collabore ensuite avec Julian Fellowes sur l'adaptation de son roman Belgravia.
En 2021, elle joue le personnage de Jinx dans la série Arcane, série adaptée du jeu League of Legends, ainsi que Gwyndala dans la série Star Trek: Prodigy, dixième série télévisée appartenant à l'univers de Star Trek.
En 2024, elle interprète Lucy dans la série Fallout, une jeune habitante de l'Abri 33 et la principale protagoniste. La série est adaptée de la franchise du jeu vidéo éponyme.

### Vie privée
Considérée comme une actrice pour qui le féminisme est un moteur, Ella Purnell cite la carrière des actrices Helena Bonham Carter et Christina Ricci en tant que source d'inspiration.
Après avoir été en couple avec l'acteur anglais Asa Butterfield, puis l'acteur canadien Rob Raco, Ella entretient une relation stable avec le musicien Max Bennett Kelly depuis 2021.

## Filmographie

### Cinéma

#### Longs métrages
- 2010 : Auprès de moi toujours (Never Let Me Go) de Mark Romanek : Ruth, jeune
- 2010 : Ways to Live Forever de Gustavo Ron : Kaleigh
- 2011 : Intruders de Juan Carlos Fresnadillo : Mia
- 2013 : Kick-Ass 2 de Jeff Wadlow : Dolce
- 2014 : Wildlike (en) de Frank Hall Green : Mackenzie
- 2014 : Maléfique (Maleficent) de Robert Stromberg : Maléfique, jeune
- 2016 : Miss Peregrine et les Enfants particuliers (Miss Peregrine's Home for Peculiar Children) de Tim Burton : Emma Bloom
- 2016 : The Journey Is the Destination de Bronwen Hughes : Amy
- 2017 : Churchill de Jonathan Teplitzky : Helen Garrett
- 2017 : Access All Areas de Bryn Higgins : Mia
- 2018 : OVNI : Sur la piste extraterrestre (UFO) de Ryan Eslinger : Natalie
- 2021 : Army of the Dead de Zack Snyder : Kate
- 2025 : The Scurry de Craig Roberts

#### Courts métrages
- 2011 : Candy de Kinga Burza : Candy
- 2018 : Oksijan d'Edward Watts : Inca

### Télévision

#### Téléfilm
- 2015 : Cyberbully de Ben Chanan : Megan

#### Séries télévisées
- 2018 : Témoin indésirable (Ordeal by Innocence) : Hester Argyll (3 épisodes)
- 2018-2019 : Sweetbitter : Tess  (14 épisodes)
- 2020 : Belgravia : Maria Grey (5 épisodes)
- 2021-2024 : Arcane : Powder / Jinx (voix ; 15 épisodes)
- 2021-2024 : Star Trek : Prodigy : Gwyndala (voix ; 40 épisodes)
- 2021-2025 : Yellowjackets : Jackie, jeune (13 épisodes) (principale S1 - invitée S2 et S3)
- 2024 : Fallout : Lucy MacLean (8 épisodes)
- 2024 : Sweetpea : Rhiannon Lewis (8 épisodes)

## Distinctions
Sauf indication contraire ou complémentaire, les informations mentionnées dans cette section proviennent de la base de données IMDb.

### Récompenses
- Brooklyn International Film Festival 2015 : meilleure actrice pour Wildlike (en)
- Gasparilla International Film Festival 2015 : meilleure interprétation féminine pour Wildlike
- Los Angeles Independent Film Festival Awards 2015 : meilleure actrice pour Wildlike
- Myrtle Beach International Film Festival 2015 : meilleure actrice pour Wildlike
- Richmond International Film Festival 2015 : meilleure actrice pour Wildlike
- Twister Alley International Film Festival 2015 : meilleure actrice pour Wildlike
- Annie Awards 2022 : meilleure performance vocale dans une production d'animation pour la télévision ou les médias, pour la voix de Jinx (adulte) dans la série Arcane
- CANNESERIES 2024 : Madame Figaro Rising Star Award

### Nominations
- Hill Country Film Festival 2015 : meilleure actrice pour Wildlike
- Naperville Independent Film Festival 2015 : meilleure actrice pour Wildlike